# Sandrandahy
Sandrandahy est une commune rurale de 1re catégorie, située dans le district de Fandriana, dans la partie nord-est de la région d'Amoron'i Mania, dans la province de Fianarantsoa.
Le chef-lieu de la commune est situé à 270 km au sud de la capitale (Antananarivo), à mi-chemin entre la ville d'Ambositra et de Fandriana (RN 41).

## Démographie
La commune est composée de 38 fokontany, d’une superficie totale de 190 km² pour environ 25 000 habitants selon le recensement communal de 2011 (soit une densité d'environ 131  habitants/km²).
Ces localités sont dispersées en plusieurs hameaux isolés, reliés entre eux par des pistes difficilement accessibles en voiture, dans un paysage montagneux avec des massifs vigoureux.
Par ordre alphabétique voici la liste de ces fokontany :
| 1- Ambalafeno 2- Ambalasoaray 3- Ambalatany 4- Ambanifieferana 5- Amboaimena 6- Ambohibary 7- Ambohibelona 8 Ambohimahazo 9- Ambohimanarivo 10- Ambohipanana 11- Ambolo 12- Ambolotarakely 13- Amoronimania | 14- Andogoabe 15-Andriamahadimby 16- Anivorano 17- Ankafotra 18- Anjoma 19- Boba 20- Efadray 1 21- Efadray 2 22- Fiadanana 23- Fisakatsiavadika 24- Iavomanitra 25- Ikototany 26- Marovahona | 27- Nandriana 28- Sahalava 29- Sandrandahy 30- Talata Iary 31- Tsarafidy 32- Zafindratsinarivo 33- Zafindrazokarivo 34- Zafindrenikobe 35- Zafindriamahatsiahy 36- Zafindriamanakana 37- Zafindriantsambo 1 38- Zafindriantsambo 2 |

Cette commune présente les caractéristiques générales des villages de Hautes Terres. L’économie de la zone est essentiellement basée sur l’agriculture et en particulier celle du riz, qui est l’aliment de base de la population. Cette riziculture est soumise à de fortes contraintes, dont la pression foncière, avec des parcelles mesurant en moyenne 0,30 ha par ménage en 2007. Des contraintes climatiques et d’irrigation, associées au manque d’intrants agricoles, entravent également la production. En 2005, 78 % de la population y vit en des-sous du seuil de pauvreté (Instat, 2006).